# Kim Suk-soo
Kim Suk-soo (tiếng Hàn Quốc: 김석수; sinh ngày 20 tháng 11 năm 1932) là một chính trị gia và luật sư Hàn Quốc. Kim tốt nghiệp Trường Trung học phổ thông Paichai năm 1952 và Đại học Yonsei năm 1956 với bằng Cử nhân luật. Sau khi đảm nhiệm chức Thẩm phán của Tòa án Tối cao và Chủ tịch Ủy ban Bầu cử Quốc gia, Kim đã trở thành Thủ tướng của Đại Hàn Dân Quốc từ năm 2002 đến năm 2003, dưới nhiệm kỳ của Tổng thống Kim Dae-jung. Ngày 25 tháng 4 năm 2013, ông được bầu làm giám đốc Đại học Yonsei sau khi ông Bang Woo Young, nguyên chủ tịch của tờ Triều Tiên Nhật báo từ chức. Kim cũng là một luật sư của công ty luật quốc tế DR & AJU LLC có trụ sở tại Hàn Quốc.